# Kabondo (Boma)
Pour les articles homonymes, voir Kabondo (homonymie).
La commune de Kabondo est une commune de la ville de Boma, province du Kongo Central en République démocratique du Congo.

## Géographie
La commune de Kabondo est limitée par le confluent Kalamu et la rivière Kabondo, de la hauteur de l'avenue Bandalungwa jusqu'à la grande route Boma-Tshela à l'est, la rivière Tshikonde jusqu'au point B à l'ouest, de la ligne droite du point B jusqu'au point B' au nord et du fleuve Congo au sud,.

## Politique et administration
La commune de Kabondo est sous l'autorité de Mwendo Mwanda et de Paul Pongi Nsasi, respectivement bourgmestre et bourgmestre adjoint depuis le 25 novembre 2022. Elle est constituée de 6 quartiers :
- Buanionzo,
- Lovo,
- Sekambote,
- Bunzi,
- Luki et
- Tshituzi[4].

## Éducation
- École primaire Luzolo[5].